# Syria Mons
Il Syria Mons è una struttura geologica della superficie di Marte.